# 제55회 영국 아카데미 영화상
제55회 영국 아카데미 영화상은 2001년의 최고의 영화를 기리기 위해 2002년 2월 24일에 열린 시상식이다. 런던 레스터 스퀘어, Odeon 극장에서 개최되었으며 사회자는 스티븐 프라이이다.

## 수상

### 작품상
- 반지의 제왕 - 반지 원정대 수상

### 남우주연상
- 뷰티풀 마인드 - 러셀 크로우 수상

### 여우주연상
- 아이리스 - 주디 덴치 수상

### 남우조연상
- 물랑 루즈 - 짐 브로드벤트 수상

### 여우조연상
- 뷰티풀 마인드 - 제니퍼 코넬리 수상

### 각본상
- 아멜리에 - 장-피에르 주네 외 수상

### 각색상
- 슈렉 - 테드 엘리어트 수상

### 촬영상
- 그 남자는 거기 없었다 - 로저 디킨스 수상

### 외국어영화상
- 아모레스 페로스 수상

### 안소니 아스퀴스상
- 물랑 루즈 - 크레이그 암스트롱 수상

## 같이 보기
- 제74회 아카데미상
- 제27회 세자르상
- 제54회 미국 감독 조합상
- 제15회 유럽 영화상
- 제59회 골든 글로브상
- 제22회 골든 래즈베리상
- 제8회 미국 배우 조합상
- 제54회 미국 작가 조합상